# Barbara Stöckl

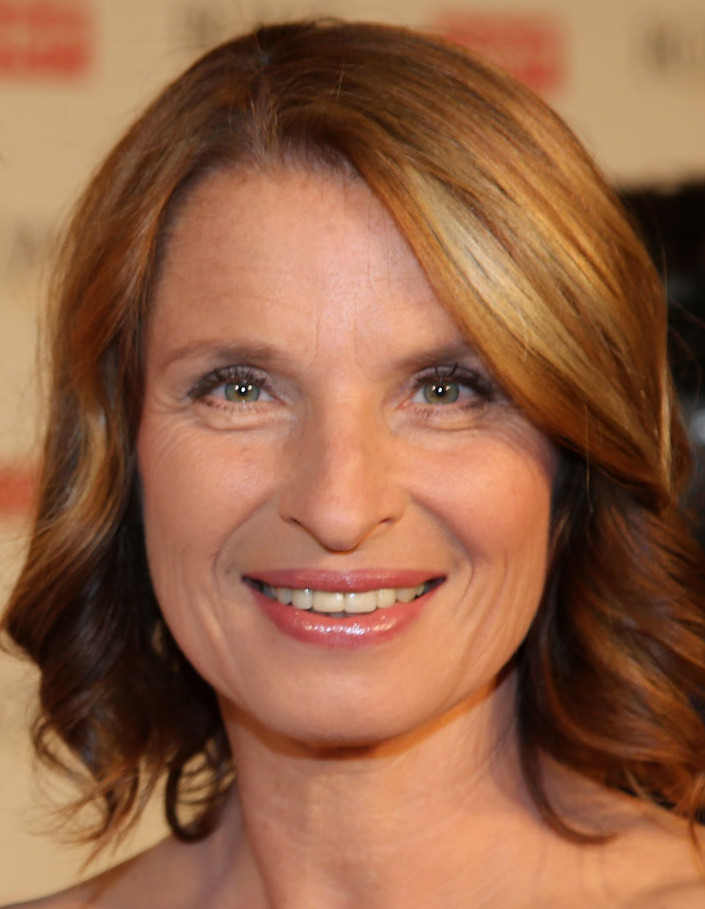
Barbara Stöckl (2015)

Barbara Stöckl (* 2. April 1963 in Wien) ist eine österreichische TV- und Radio-Moderatorin.

## Leben
Nach dem Besuch eines Sportgymnasiums begann Stöckl 1981 das Studium der technischen Mathematik an der Technischen Universität Wien. Während des Studiums war sie als Regieassistentin für die ORF-Jugendsendung Okay tätig, die sie ab 1985 moderierte. Im deutschen ZDF moderierte sie von 1988 bis 1993 das Jugendmagazin Doppelpunkt. Stöckl kommentierte für den ORF den Eurovision Song Contest 1990 in Zagreb. Sie moderierte im ORF von 2000 bis 2002 auch die Quizsendung Millionenshow.
Seit 2013 moderiert sie die nach ihr benannte nicht konfrontative Talkshow Stöckl. Gemeinsam mit dem Regisseur Peter Nagy betreibt Stöckl die Produktionsfirma KIWI TV.
Stöckl hat drei Schwestern und einen Bruder. Eine Schwester, die 1966 geborene Claudia Stöckl, wurde als Radiomoderatorin bekannt. Barbara Stöckl war mehr als zehn Jahre die Lebenspartnerin des ORF-Sportreporters Peter Elstner. Inzwischen ist sie mit dem Psychiater Fritz Riffer liiert. Ihr Neffe ist der Schauspieler Marlon Boess.

## Auszeichnungen
- Dreimal (1996, 1997, 1998) erhielt sie eine Goldene Romy.
- Im Jahr 2010 wurde sie von Fundraising Verband Austria zur Fundraiserin des Jahres gekürt.[3]
- 2015:  Goldenes Verdienstzeichen der Republik Österreich[4]
- 2017: Großes Goldenes Ehrenzeichen für Verdienste um das Bundesland Niederösterreich[5]

## Moderierte Sendungen
- „Okay“ (ORF)
- „X-Large“ (ORF)
- „Herz ist Trumpf“ (ORF)
- „Live am Samstag“ (ORF)
- „Doppelpunkt“, „Live aus der Frankfurter Oper“ (ZDF) 1988–1993
- „Help tv“ (ORF), April 1995 bis Dezember 2007[6]
- „Wiener Opernball“ (ORF) 1995–1998
- „Lebensretter“ (ORF)
- „Glückskind“ (ORF)
- „Kabarett direkt“, Ö1
- HelpTV
- „Nachbar in Not: Kosovo – Österreicher helfen“, 17. April 1999
- „Top Spot“-Gala, jährlich
- WWF-Gala „Lass sie leben“, 31. Mai 2000
- „Die Millionenshow“ (ORF), Mai 2000 bis Mai 2002
- „Bei Stöckl“, Porträt-Talk (ORF), März 2003 bis Juli 2005
- „Licht ins Dunkel“-Gala
- „Stöckl am Samstag“ (ORF 2), seit 8. März 2008
- „Science Talk“ (ORF III), seit 16. Mai 2012
- „Gipfel-Sieg“ (ORF III), seit Oktober 2012
- „STÖCKL.“ (ORF 2), seit 21. Februar 2013

## Publikationen (Auswahl)
- Zartbitter, Pichler Verlag, Wien 1994, ISBN 978-3-224-17694-2
- mit Christoph Schönborn: Wer braucht Gott?: Barbara Stöckl im Gespräch mit Kardinal Christoph Schönborn, Ecowin Verlag, Salzburg 2007, ISBN 978-3-902404-33-6
- Wofür soll ich dankbar sein?, Ecowin Verlag 2012, ISBN 978-3-7110-0035-4
- Was wirklich zählt: Ermutigungen für jeden Tag, Amalthea Signum, Wien 2017, ISBN 978-3-99050-077-4
- Erwin Pröll: Außer Dienst: Ein neuer Anfang, nachgefragt von Barbara Stöckl, Amalthea Signum, Wien 2020, ISBN 978-3-99050-167-2